# Волчий грот
Во́лчий грот (Борю́-Теши́к; укр. Вовчий грот, Борю-Тешік, крымскотат. Börü Teşik, Борю Тешик, с кртат. «волчья дыра») — грот, расположенный на обрывистом склоне куэсты Внутренней гряды Крымских гор близ села Мазанка Симферопольского района Крыма. Памятник природы с 1972 года. Находится в 12 км от Симферополя, справа от шоссе Симферополь-Белогорск. Примечателен тем, что в гроте была найдена стоянка древнего человека эпохи мустье, первая из обнаруженных на территории Российской империи.

## Описание грота
Расположен на известковом скалистом правом склоне долины реки Бештерек. В настоящее время на реке непосредственно под памятником сооружено небольшое водохранилище. Грот имеет высоту до 5 метров, ширина грота около 11 метров, длина — около 15 метров. Непосредственно выемка грота открывается в направлении запад-северо-запад, но с учётом общей формы склона он в основном прикрыт от северных ветров. Отложения сформированы обвалами материала с потолка и стен навеса.

## Археологические исследования
Как археологический объект открыт в 1880 году пионером археологии каменного века в Крыму К. С. Мережковским, братом писателя Д. С. Мережковского, были проведены археологические разведки. «Невзирая на то, что раскопки стоят достаточно дорого, их надо непременно осуществлять; я убеждён, что результаты, бесспорно, вознаградят за весь труд и расходы с этой деятельностью».
Позже в 1924, 1937, 1939—1940 годы экспедициями под руководством Г. А. Бонч-Осмоловского, Н. Л. Эрнста, О. Н. Бадера был проведён целый ряд исследований грота и его окрестностей, найдены культурные слои, в том числе остатки костров и раздробленные кости животных. Обширная скалистая впадина перед входом в грот, заполненная культурными отложениями мощностью до 1.75 метра и включающая как образцы кремнёвой индустрии, так и костные остатки.
Был найден также засыпанный камнями вход в другой, ранее не видимый грот (в ходе раскопок оказавшийся нишей). Благоприятные условия расположения последнего, хорошо защищённого от ветров, обращённого входом к югу, с наличием аналогичного палеолитического слоя на площадке, обосновывали предположение О. Н. Бадера о присутствии в полости культурных остатков мустьерского времени. Это было подтверждено в процессе дальнейших раскопок. Исследования на площадке перед Волчьим гротом, позволили считать комплекс уже не только первым мустьерским памятником на территории СССР, но и крупнейшим мустьерским местонахождением на территории СССР открытым к тому времени. В 60-е годы XX века подведение итогов археологического исследования стоянки было проведено Н. О. Бадером, сыном О. Н. Бадера.
Комплексный анализ кремнёвой индустрии и остеологических остатков стали основанием отнесения памятника к микокской индустрии, переходной между поздне-ашельской и мустьерской (около 130-70 тысяч лет до н. э.). Среди первобытных стоянок Крыма, хронологически и культурно подобных Волчьему гроту, О. Н. Бадером были названы Чокурча, Аджи-Коба I (на основании данных Г. А. Бонч-Осмоловского) и верхний слой грота Киик-Коба. В дальнейшем, разрабатывая периодизацию крымского мустье, к поздним мустьерским стоянкам Крыма О. Н. Бадер отнёс Шайтан-Кобу и Чагарак-Кобу.
Основаниями указанной хронологической локализации явились следующие маркеры:
- состав фауны, не представленный арктическими видами, но и не позволяющий отнести её представителей к тёплому дорисскому времени;
- превалирование мустьерских форм орудий и мустьерской техники их изготовления;
- развитая техника обработки кости и наличие в инвентаре костяных орудий[3].

Установлена полная стратиграфия памятника. На внутреннем участке, то есть в жилище, были выявлены скопления костей животных, преимущественно мамонта, особенно значительные в шестом слое, а также следы очагов в виде костного и древесного угля. Изучение основного мустьерского (седьмого) слоя позволило предположить наличие «мастерской» по обработке кремня, локализованной по скоплениям кремнёвых орудий и осколков. В верхнем слое, который О. Н. Бадер датировал поздним палеолитом, встречались единичные кремни. Наиболее богат находками был основной мустьерский слой. Особо выделяются артефакты из верхних «горизонтов» восьмого слоя, которые отличаются архаическим обликом и крупными размерами. Во всех трёх слоях памятника преобладающими оказались кости мамонта, сайги — в среднем слое, осла — в нижнем и верхнем слое, пещерной гиены — в верхнем.